# Ambon, Maluku

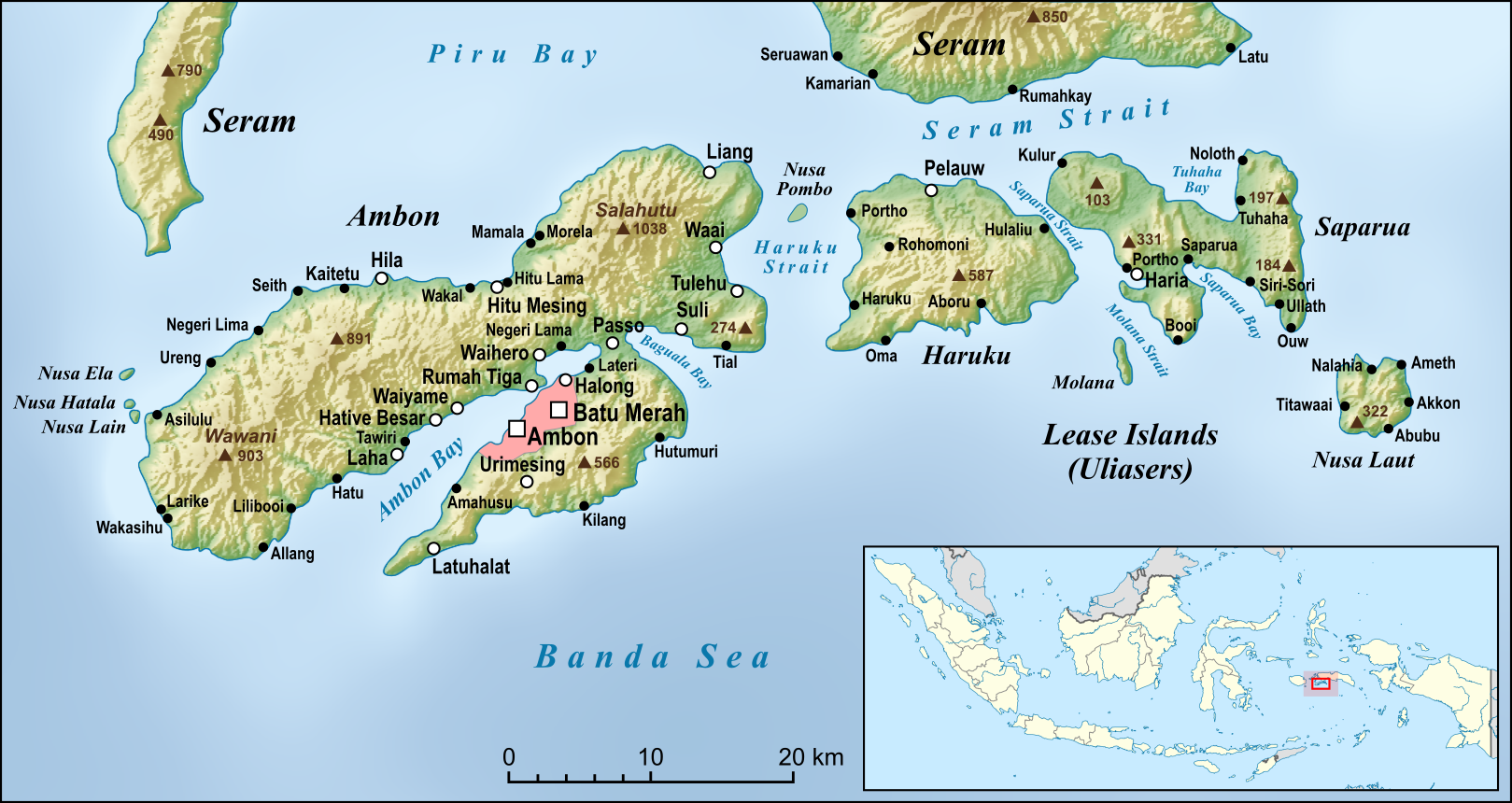

Ambon, numit in scrieri mai vechi Amboa, este un oraș din Indonezia.

## Orașe înfrățite
- Vlissingen, Olanda